# Huang He
Huang He, Rzeka Żółta (chiń. upr. 黄河; pinyin Huáng Hé wymowaⓘ, dosł. Żółta Rzeka) – rzeka w północnych Chinach o długości 5464 km, druga co do wielkości rzeka w państwie. Jej nazwa pochodzi od żółtego koloru namułów lessowych. 

## Przebieg
Źródła Huang He znajdują się w górach Bayan Har Shan w prowincji Qinghai. Płynie przez Wyżynę Tybetańską, Lessową (Huangtu Gaoyuan) oraz Nizinę Chińską. Uchodzi do Zatoki Pohaj Morza Żółtego, tworząc deltę. Powierzchnia dorzecza wynosi 752,4 tys. km². Średni przepływ u ujścia ocenia się na 2-2,5 tys. m³/s; cechują go jednak duże wahania – od 250 m³/s w okresach suszy do 30 tys. m³/s w czasie powodzi. Ta zmienność stanów wody w połączeniu z niedużą głębokością i ogromnym zamuleniem koryta powoduje, że znaczenie gospodarcze tej rzeki jest znacznie mniejsze niż Jangcy. Zamulenie wynika z przepływania rzeki przez największy na świecie obszar lessowy: Wyżynę Lessową. W ciągu roku rzeka odprowadza do morza ok. 1,4 mld ton nanosów. 
Szybkie odkładanie naniesionego materiału powoduje częste powodzie i katastrofalne dla gospodarki człowieka zmiany biegu rzeki. W okresie historycznym naliczono 26 zmian biegu Huang He. Pomiędzy VI a XIX w. ujście jej przemieszczało się na obszarze od okolic Tiencinu na północy, aż po wspólne ujście z Jangcy na południu – amplituda sięgała zatem 900 km.

## Znaczenie
Znaczenie Huang He dla żeglugi jest ograniczone, jednak wzdłuż jej biegu wybudowane są liczne tamy, sztuczne zbiorniki i kanały, służące głównie do celów nawadniania. Jedną z tam umyślnie uszkodzono w 1938 roku doprowadzając do śmierci setek tysięcy ludzi.
Nad Huang He narodziła się cywilizacja starożytnych Chin.

Zmiany biegu rzeki Żółtej w czasach historycznych
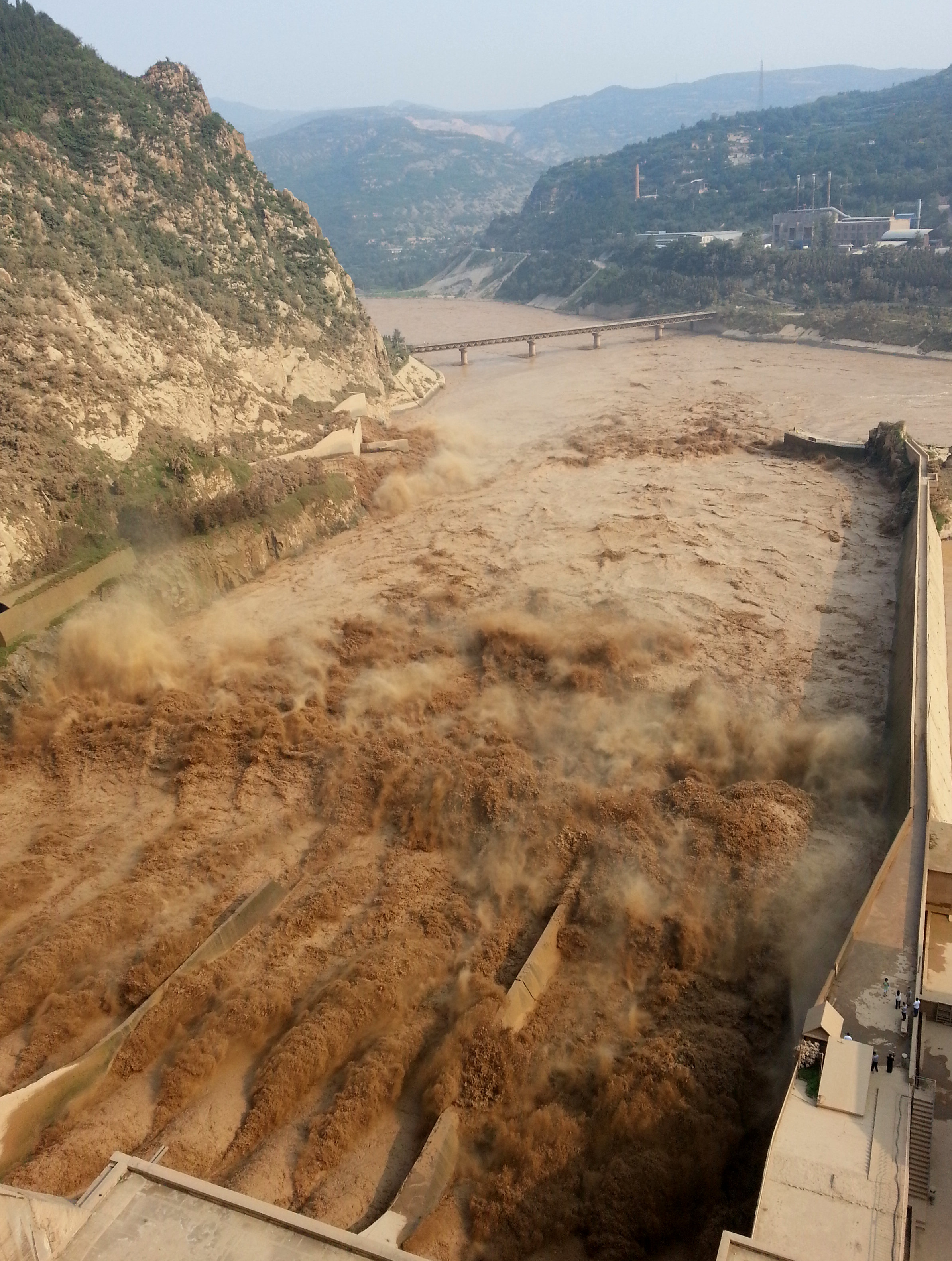
Zrzut namułów z tamy Sanmenxia
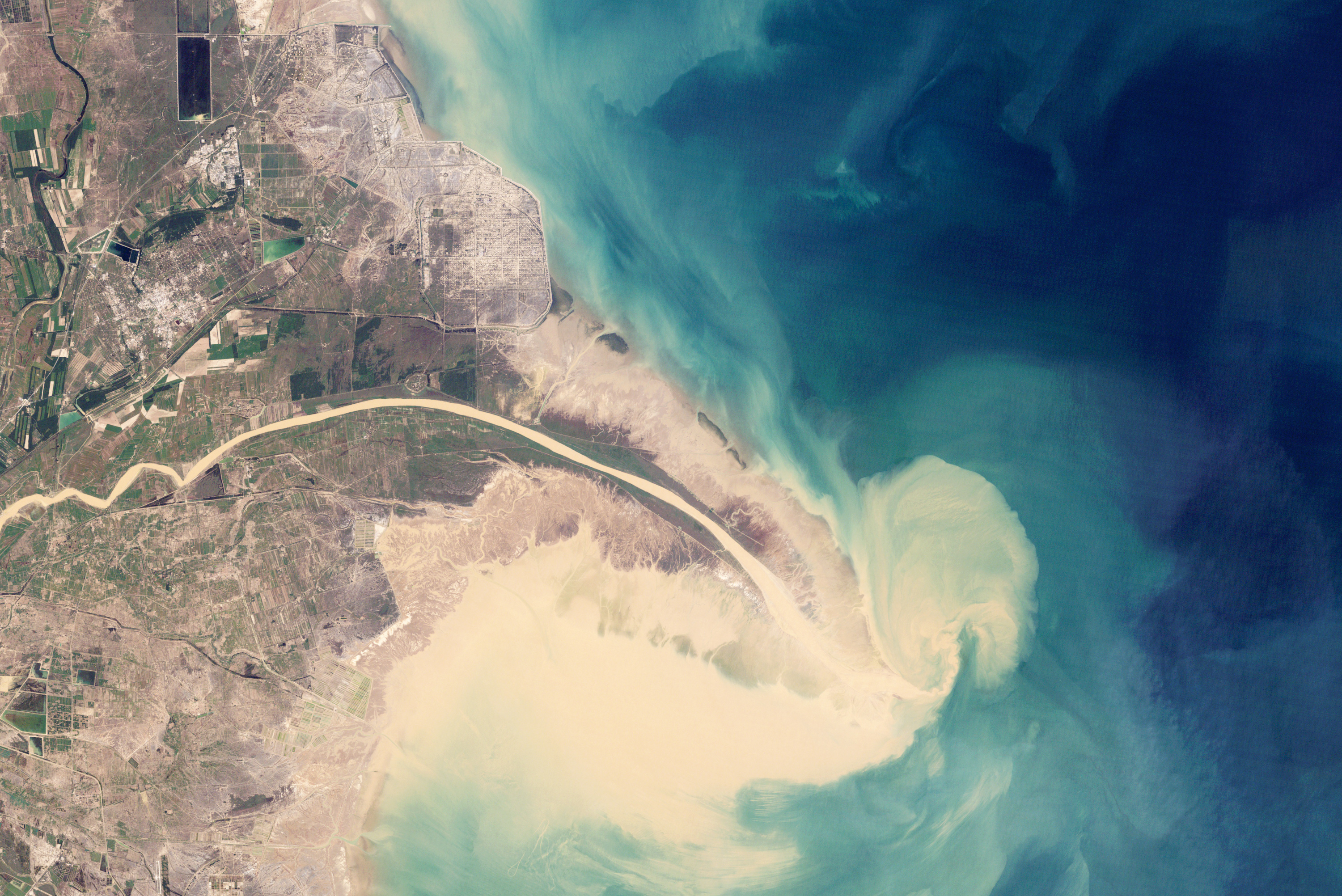
Delta rzeki widziana z satelity: widoczna różnica koloru wody